# 金足
金足（かなあし）は秋田県秋田市にある地域名。郵便番号は010-0112他。金足岩瀬、金足浦山、金足追分、金足大清水、金足片田、金足黒川、金足小泉、金足下刈、金足高岡、金足鳰崎、金足堀内、金足吉田で構成される。
名称は馬踏川の別名である「金足川」（金見沢）に由来する。

## 歴史
金足村（かなあしむら）は、秋田県南秋田郡にあった村。現在の秋田市および潟上市の各一部にあたる。
- 出羽国秋田郡焼岡村(たけおか)として成立したとされる[4]。
- 1889年（明治22年）4月1日 - 町村制施行に伴い、南秋田郡岩瀬村・片田村・吉田村・小泉村・鳰崎村・高岡村・黒川村・下刈村・八丁目村・浦山村・乱橋村・堀内村が合併して金足村が発足。旧12村は大字となる。村役場は岩瀬前山に設置[5]。
  - 県が作成した新町村区画の原案では、片田村・吉田村・小泉村・鳰崎村・高岡村・黒川村が「上金足村」、岩瀬村・下刈村・八丁目村・浦山村・乱橋村・堀内村が「下金足村」になるというものだったが、12ヶ村が連名で金足村1村への合併を主張し、県に認められた[6]。
- 1892年（明治25年） - 村役場を村域中央にあたる浦山へ新築移転[5]。
- 1902年（明治35年）10月21日 - 下刈字海老穴に奥羽北線の追分駅が開業。
- 1955年（昭和30年）1月1日 - 乱橋の全域と八丁目の一部が南秋田郡昭和町（現・潟上市）に、残りの地区が秋田市に編入され、金足村は廃止される[5]。
  - 昭和町へ編入された2大字はそのまま昭和町の大字へ移行（潟上市発足時に「昭和」を冠称）[5]。
  - 秋田市へ編入された10大字は、「金足」を冠した上で秋田市の大字へ移行[5]。八丁目のうち秋田市へ編入された地区には金足大清水を新設[5]。また、下刈のうち字海老穴を分割して金足追分を新設[5]。都合、秋田市の金足地区として12大字になる。

## 油田
1914年（大正3年）、黒川油田の五号井から大量の原油が噴出、日産2000キロリットルの日本記録となった。これを発見した出光商会（現・出光興産）の親会社である日本石油（現・ENEOS）の株価は連日ストップ高になったという。

## 施設
- 秋田県立小泉潟公園
- 水心苑（日本庭園）
- 南秋田カントリークラブ
- 秋田白玉工業
- 秋田なまはげ農業協同組合追分支店
- 追分郵便局
- 秋田市金足地区コミュニティセンター

## 教育
- 秋田市立金足西小学校
- 秋田県立金足農業高等学校

### 廃止
- 秋田市立金足東小学校
- 秋田市立金足中学校

## ギャラリー

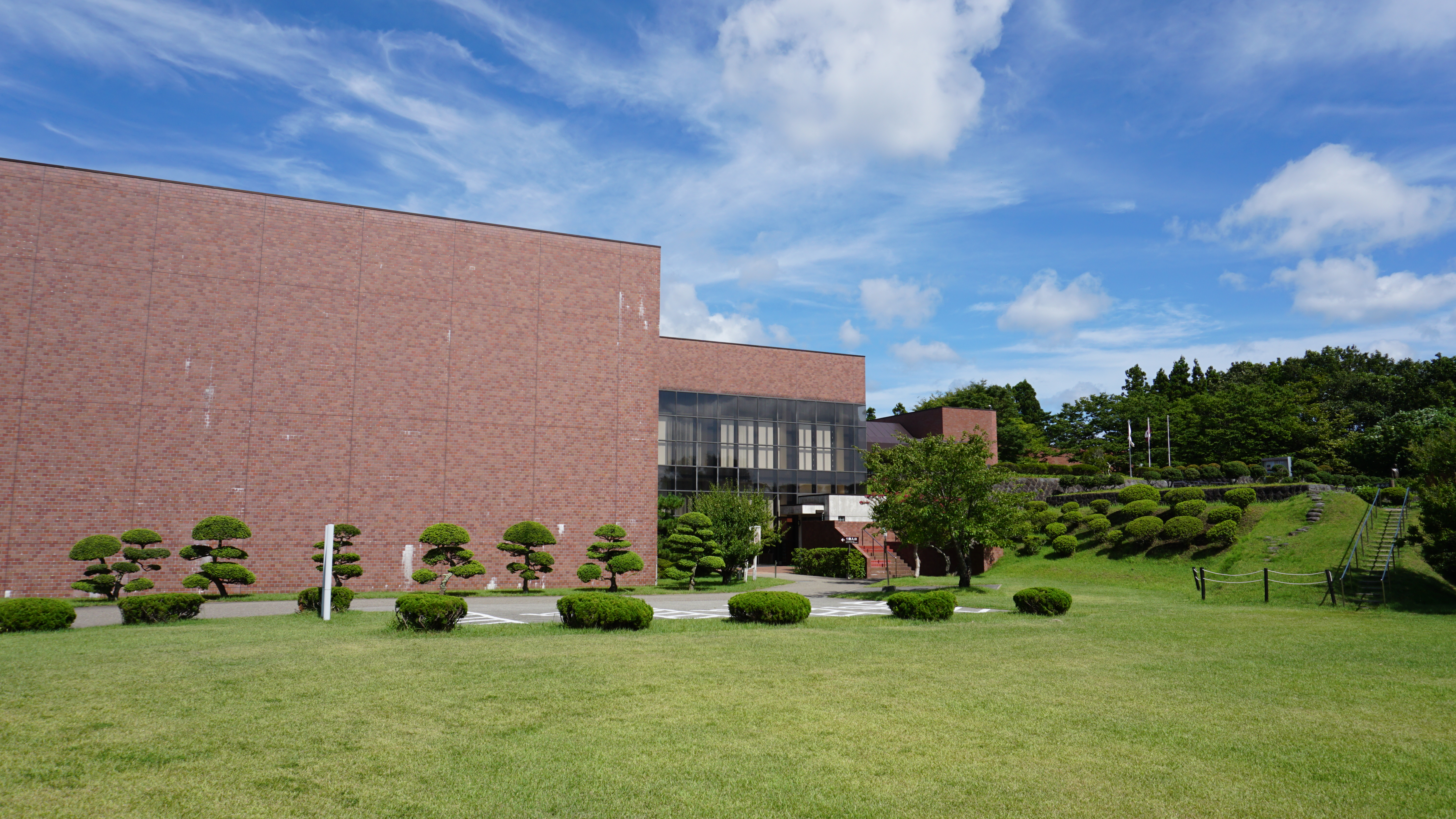
秋田県立博物館
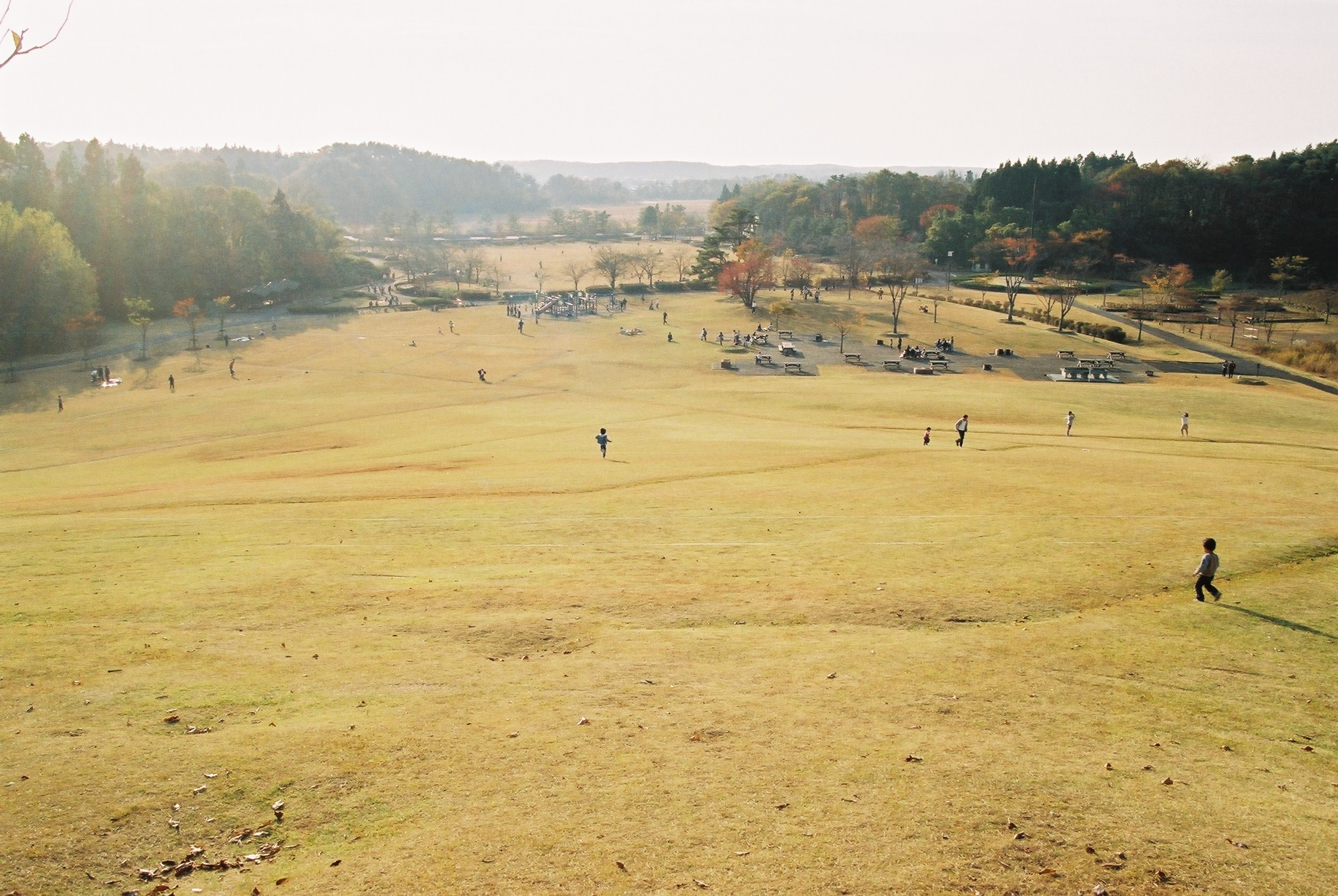
小泉潟公園
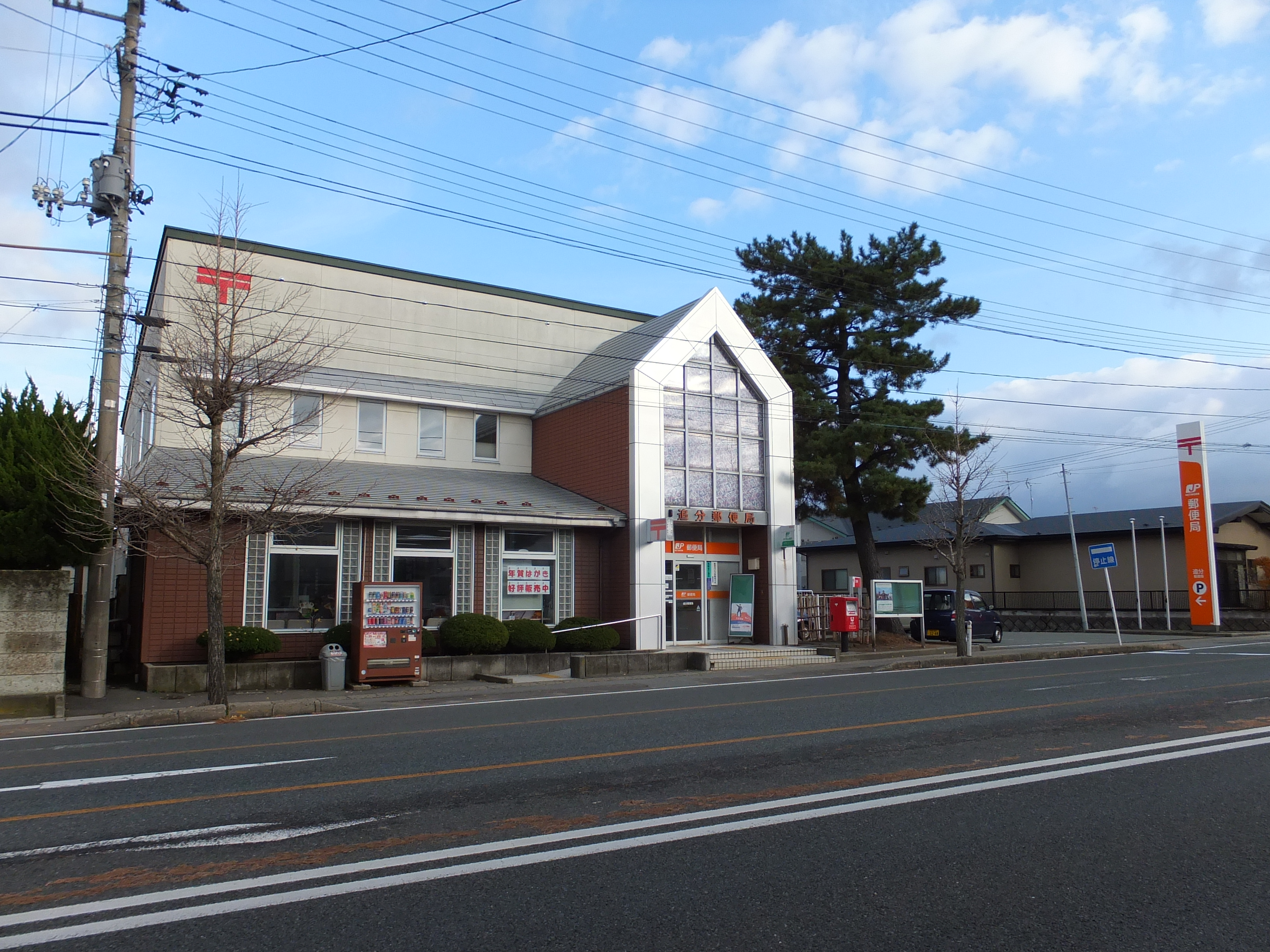
追分郵便局
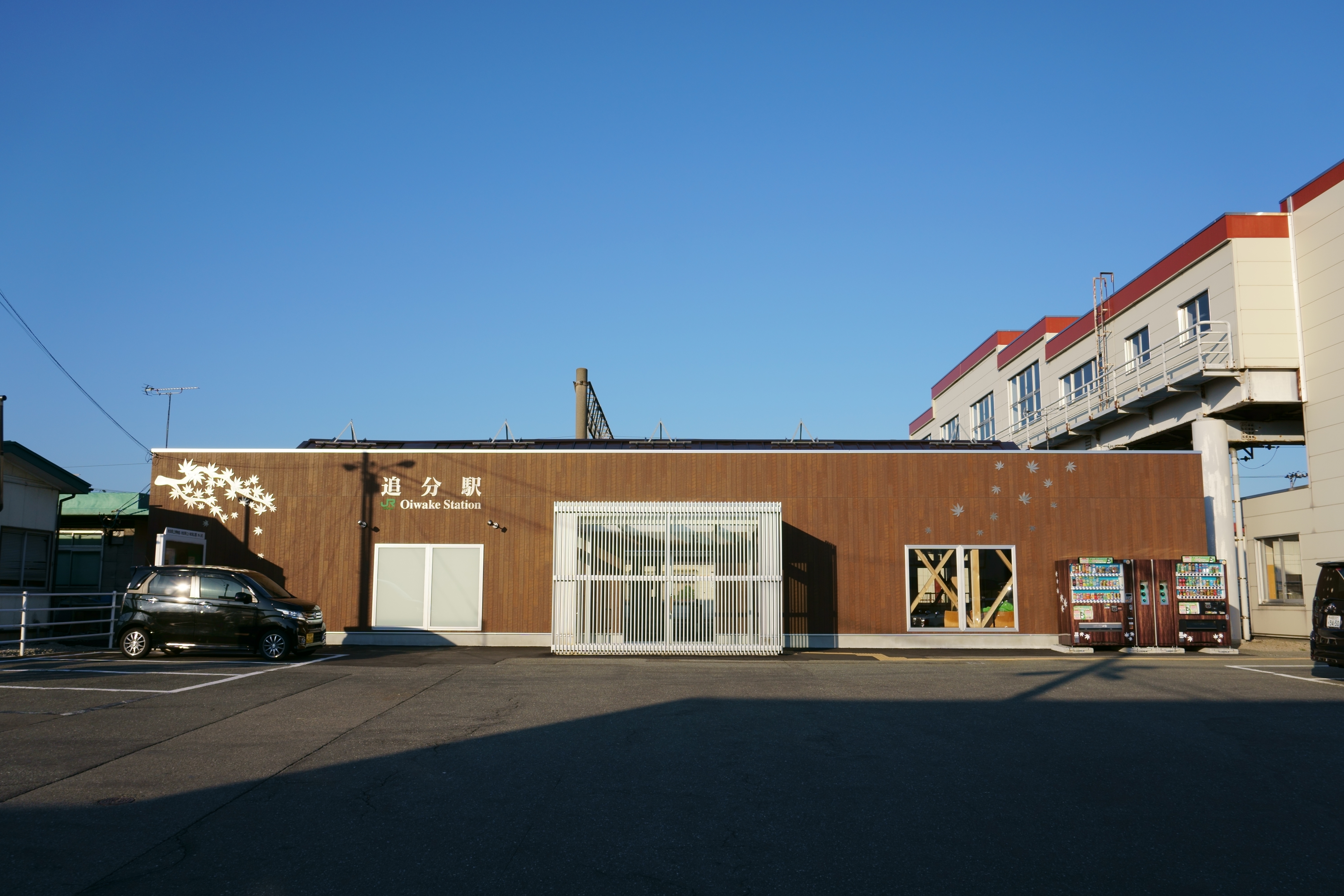
追分駅
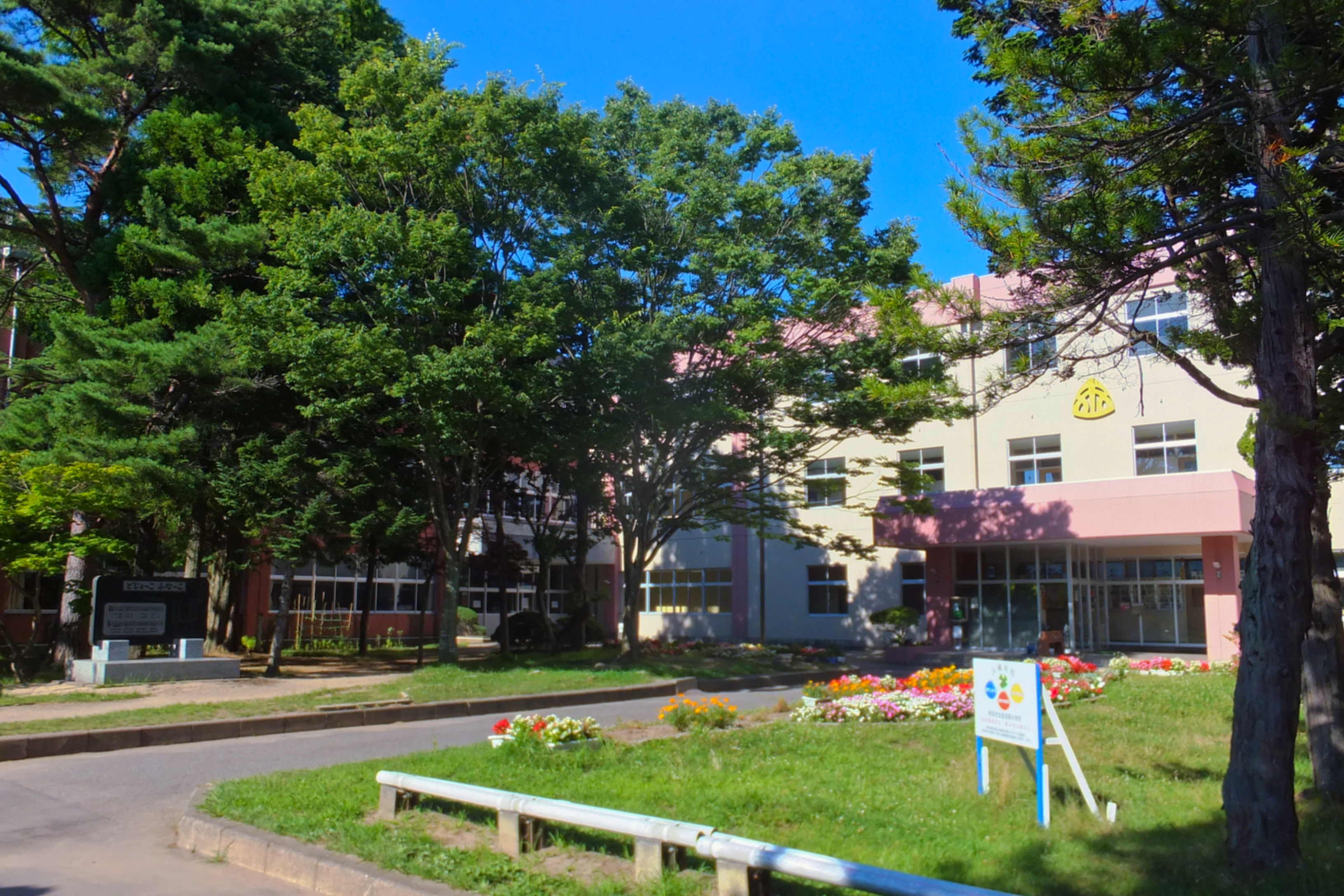
秋田市立金足西小学校
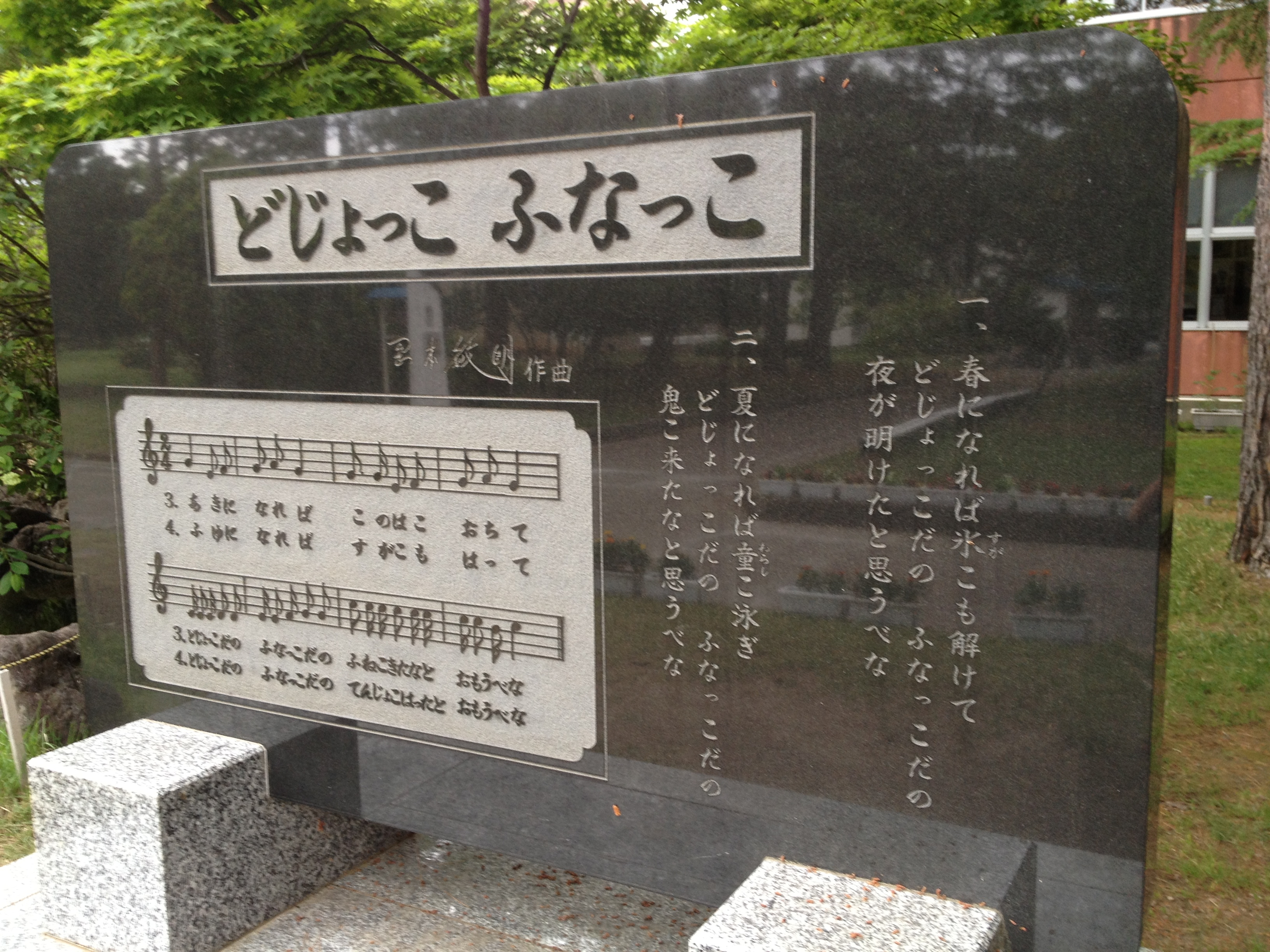
金足西小学校前庭にある歌碑

### 廃止された施設

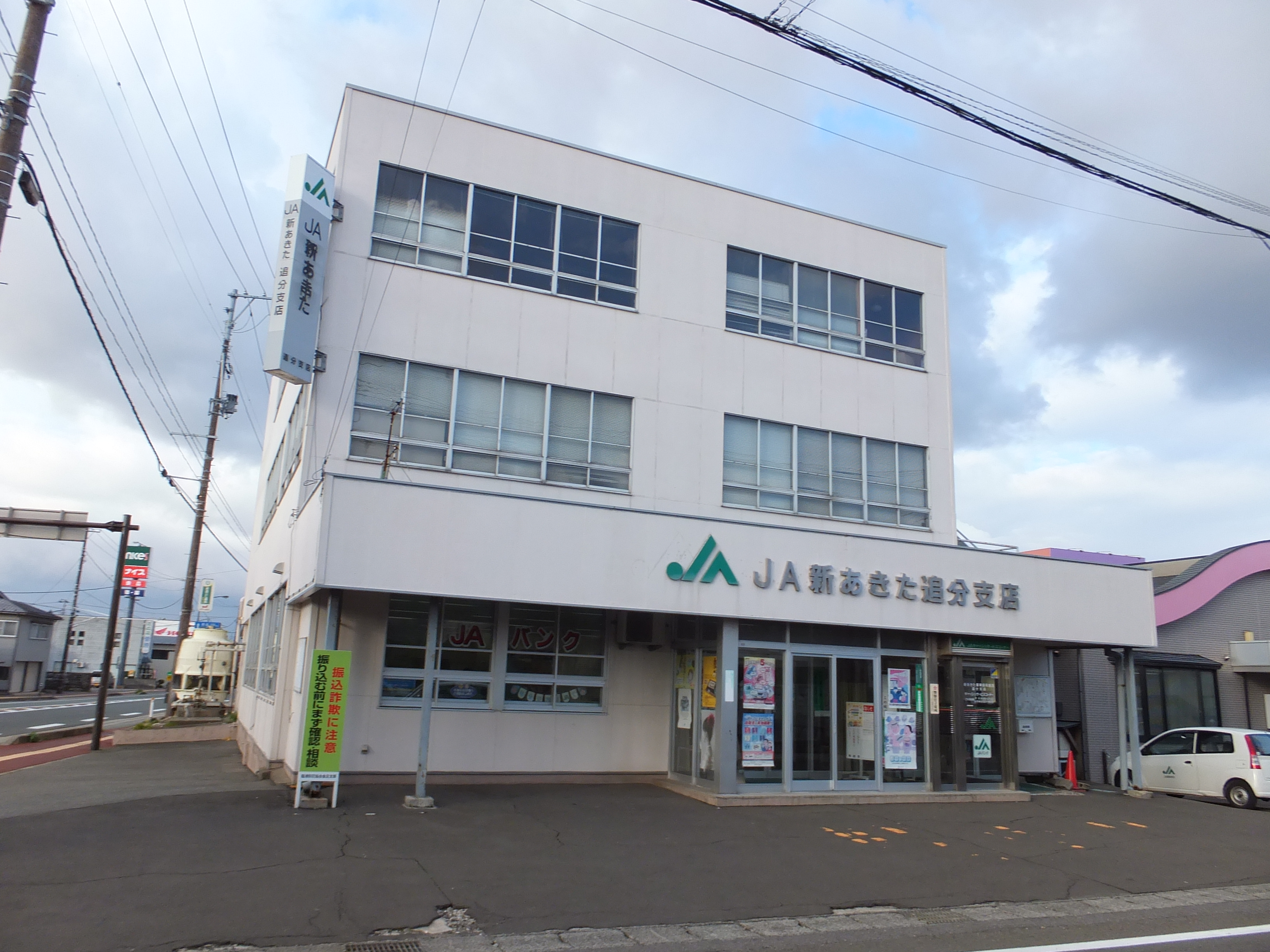
JA新あきた追分支店旧店舗（解体済み）

## 著名出身者
- 小野和幸 (プロ野球選手) [9]
- 水沢薫　(プロ野球選手)
- 奈良磐松 (村長)
- 目黒貞治 (農業経営者)